# Трамвай Бильбао
Трамвай Бильбао (баск. Bilboko tranbia' исп. Tranvía de Bilbao) — современная трамвайная система города Бильбао, Страна басков, Испания. Система действует с 18 декабря 2002 года. По состоянию на 2012 год трамвай Бильбао состоит из одной линии протяжённостью в 5,57 км. В будущем планируется строительство новых линий и значительное расширение трамвайной сети.
Трамвай Бильбао эксплуатируется EuskoTran — дочерней организацией баскской железнодорожной компании EuskoTren. Единственный трамвайный маршрут Бильбао обозначается как маршрут А.
К моменту строительства трамвая в Бильбао уже действовал метрополитен (с 1995 года), однако трамвай, в отличие от метро, позволяет осмотр города во время поездки, поэтому он пользуется популярностью у туристов, которые добираются на нём до одной из важнейших достопримечательностей города — музея Гуггенгейма. Однако трамвай пользуется популярностью и среди жителей города, так как он выполняет роль быстрого соединения между важными транспортными узлами города — железнодорожным и автобусным вокзалами.

## История
Первая трамвайная система Бильбао начало действовать 10 сентября 1876 года. Вагоны приводились в движение мулами. Через двадцать лет, 16 февраля 1896 года, в Бильбао начал действовать электрический трамвай, первый в Испании. Начиная с сороковых-пятидесятых годов трамвай Бильбао стал постепенно приходить в упадок. Последним днём работы первого трамвая Бильбао стал 30 ноября 1964 года. Начиная с 1940 года трамваи в Бильбао поэтапно заменялись троллейбусами, однако троллейбусная система оказалась недолговечной. В 1978 году она также прекратила своё существование.
Первая трамвайная система Бильбао имела метровую ширину колеи.
Решение о строительстве в городе новой трамвайной системы было принято в 1998 году. Трамвайная линия должна была соединить музей Гуггенгейма с железнодорожным вокзалом. Строительные работы начались в 1999 году.
В конце 2001 года публике был представлен полноразмерный макет головной части будущего трамвая. Для контраста рядом с макетом демонстрировался принадлежавший старой трамвайной системе трамвай (бортовой номер 4), который сохранился в музее.
Презентация новых низкопольных трамваев для Бильбао состоялась в мае 2002 года.
Открытие первого участка линии, длиной в 2,1 км (от вокзала Atxuri до остановки Uribitarte) состоялось 18 декабря 2002 года. После этого линия три раза продлевалась: до музея Гуггенгейма (участок в несколько сот метров, движение по нему было открыто 30 апреля), до остановки возле футбольного стадиона San Mamés (движение по участку открыто 24 июля 2003 года) и до автовокзала Basurto (движение по участку открыто 22 июля 2004 года). После продления до автовокзала протяжённость линии достигла 4,4 км.

## Описание системы

Схема трамвая Бильбао. Запланированные к строительству линии обозначены курсивом

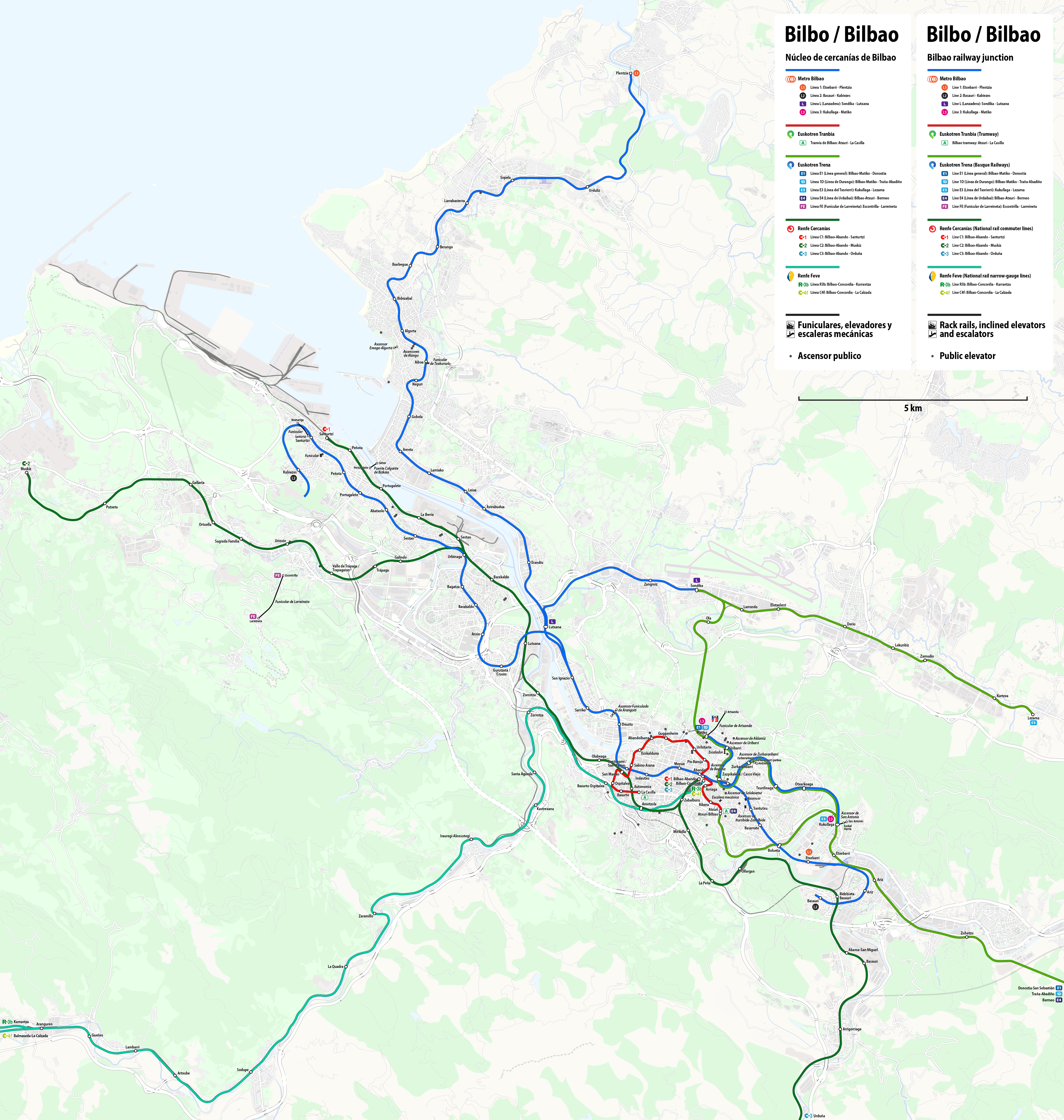

По состоянию на 2006 год трамвайная сеть Бильбао состоит из одной линии протяжённостью в 4,4 км. Ширина колеи — 1000 мм. На линии имеется двенадцать остановок:
Atxuri (железнодорожный вокзал) — Ribera — Arriaga — Abando — Pío Baroja — Uribitarte — Guggenheim (музей Гуггенгейма) — Abandoibarra — Euskalduna — Sabino Arana — San Mamés — Ospitalea/Hospital — Basurto — La Casilla (автовокзал)
Время поездки по линии составляет около пятнадцати минут.
Линия проходит вдоль реки Нервион. На большей части линии пути уложены на газоне, но часть линии проходит по совмещённому уличному полотну, ближе к обочине. На совмещённых участках, на протяжении около двух километров, трамвайный путь является одноколейным.
В будущем планируется продление нынешней линии таким образом, что она станет кольцом, охватывающем центр города. К более отдалённым планам относится строительство новых линий.

## Подвижной состав

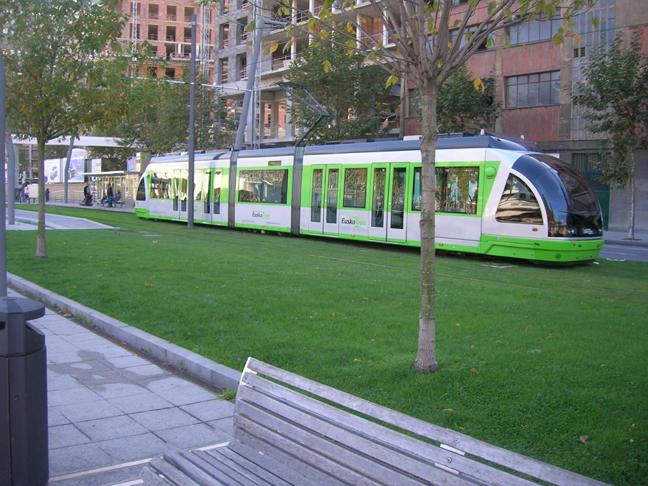
Трамвай, вид сбоку

В Бильбао используются сочленённые (три секции) низкопольные трамваи. Трамваи низкопольные на 70 %, то есть семь десятых длины трамвая имеют низкий пол.
Производитель трамваев — фирма CAF из Страны Басков. Эти трамваи являются дальнейшим развитием трамваев, выпущенных CAF для трамвайного хозяйства Валенсии, однако трамваи для Бильбао имеют другой дизайн. На трамваях используется электрооборудование производства фирмы «Сименс».
Первоначально CAF поставила в Бильбао семь трамваев, получивших номера 401—407. Позднее был поставлен восьмой трамвай, отличающийся от остальных особенностями конструкции.
Длина каждого трамвая — 25 метров. Пассажировместимость каждого трамвая — 192 места, из них 50 — сидячих. Трамваи имеют по четыре двери с каждой стороны. В трамваях имеется аудиосистема для объявления остановок. На перегонах система играет музыку.